# Sangiovanni (EP)
Sangiovanni è il primo EP del cantante italiano omonimo, pubblicato il 14 maggio 2021 su etichette discografiche Sugar Music e Universal Music Italia.

## Tracce
1. Hype – 2:53 (Alessandro La Cava, Stefano Tognini)
2. Malibu – 2:46 (Alessandro La Cava, Dario Faini)
3. Tutta la notte – 2:41 (Dario Faini, Nicola Biasin)
4. Lady – 2:36 (Alessandro La Cava)
5. Guccy Bag – 3:22 (Nicolas Biasin)
6. Maledetta primavera (Live) – 2:03 (Paolo Amerigo Cassella, Gaetano Savio)

Tracce bonus della riedizione digitale
1. Perso nel buio (con Madame) – 2:50 (Alex Andrea Vella, Sangiovanni, Francesca Calearo, Riccardo Scirè)
2. Raggi gamma – 3:15 (Alessandro La Cava, Dario Faini, JxN, Dario Lombardi,  Sangiovanni)
3. Malibu (con Trevor Daniel) (Remix) – 2:46 (Alessandro La Cava, Dario Faini, Gregory Hein, Trevor Daniel)

## Classifiche

### Classifiche settimanali
| Classifica (2021) | Posizione massima |
| ----------------- | ----------------- |
| Italia            | 1                 |
| Svizzera          | 34                |

### Classifiche di fine anno
| Classifica (2021) | Posizione |
| ----------------- | --------- |
| Italia            | 2         |
| Classifica (2022) | Posizione |
| Italia            | 44        |